# Heer Halewijn zong een liedekijn

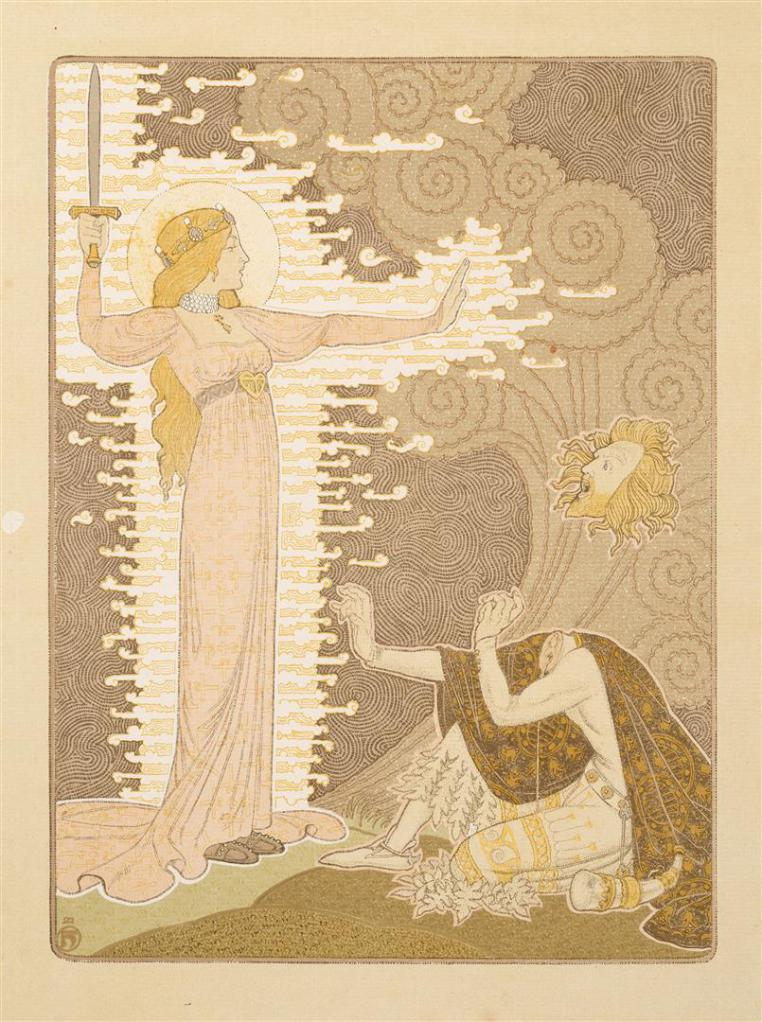
Een scène uit het lied van heer Halewijn. Illustratie door Henricus Jansen.

Heer Halewijn zong een liedekijn of het Lied van Heer Halewijn is een mondeling overgeleverde ballade, die waarschijnlijk stamt uit de middeleeuwen.

## Inhoud
De verleidelijk zingende Heer Halewijn in het bos weet veel vrouwen naar zich toe te lokken. Ook een prinses wil naar hem toegaan. Haar ouders en zus verbieden dit, omdat nog nooit iemand daarvan teruggekomen is. Haar broer geeft haar wel toestemming om te gaan, als ze haar eerbaarheid maar bewaart. De prinses trekt haar mooiste kleren aan en rijdt op haar paard het bos in.
Na een tijdje ontmoet ze Heer Halewijn, die haar meeneemt naar een galgenveld, waar de dode lichamen hangen van de vrouwen die eerder door Heer Halewijn werden verleid. Heer Halewijn is diep onder de indruk van de schoonheid van de prinses en staat haar daarom een laatste gunst toe: ze mag zelf weten hoe ze gedood wil worden. Ze kiest voor het zwaard (de adellijke manier om te sterven, i.t.t. de galg).
Dan blijkt dat dit onderdeel is van een list die ze heeft bedacht: ze zegt tegen Heer Halewijn dat hij zijn overkleed moet uittrekken, opdat dit niet met het bloed van een maagd, een jonge vrouw, besmeurd zal raken. Terwijl Heer Halewijn zijn kleed uittrekt, grijpt de prinses haar kans en hakt zijn hoofd eraf. Het afgehakte hoofd vraagt haar nog zijn nek te zalven en in het graanveld op zijn hoorn te blazen, zodat zijn vrienden weten dat hij dood is. De prinses weigert beide verzoeken, ze wil niets aannemen van een moordenaar. Ze stapt weer op haar paard en rijdt met het hoofd in haar schoot terug naar huis. Onderweg komt ze de moeder van heer Halewijn tegen, die ze vertelt dat haar zoon dood is.  
De koning is blij dat zijn dochter levend teruggekomen is. Er wordt een feestmaal gehouden, met het afgehakte hoofd op tafel.

## Achtergronden bij het lied
Bij het zingen wordt de tweede regel van elke strofe herhaald, behalve als de strofe drie regels telt, dan wordt de derde regel op de melodie van de herhaling gezongen.
Er zijn meerdere varianten van dit lied bekend, zowel wat betreft tekst als melodie. Voor het Nederlands alleen al zijn er ruim 120 versies bekend en het lied is in alle talen van Europa teruggevonden. Bij varianten uit Groningen, Friesland en Twente wordt in plaats van Heer Halewijn, Heer Alberts of Jan Alberts genoemd.
Het thema van het "onweerstaanbare lied" is ook bekend van de sirenen uit de Odyssee en de Loreley.

## Datering
De datering van het lied is vrij onzeker, maar er wordt gedacht dat het ongeveer in de 13e of 14e eeuw is ontstaan. Duitse versies van het lied zijn opgetekend in de 16e eeuw.
In het Nederlands is het lied, voor zover bekend, pas voor het eerst opgetekend in de 19e eeuw: rond 1830 noteerde Jan Frans Willems het van een los liedblaadje en publiceerde het in 1848 in zijn boek Oude Vlaemsche Liederen (blz. 116-119). Vorm, taalgebruik en onderwerp wijzen op een middeleeuwse oorsprong. Het lied zou dan eeuwenlang mondeling zijn overgeleverd (orale traditie), of eerdere noteringen zijn verloren gegaan. 
Over de datering van de twee laatste regels is discussie onder letterkundigen. Vermoed wordt dat ze pas later zijn toegevoegd, omdat het woord "banket" in de betekenis van feestmaal pas sinds de 16e eeuw in gebruik is.